# Ray McAnally
Ray McAnally (30 de marzo de 1926 - 15 de junio de 1989) fue un actor irlandés. Recibió tres Premios BAFTA a finales de la década de 1980: dos Premios BAFTA de cine por Mejor actor de reparto (por La misión en 1986 y Mi pie izquierdo en 1989), y un Premio BAFTA de Televisión al mejor actor por A Very British Coup en 1989. En 2020, estaba en el puesto número 34 de la lista creada por The Irish Times de los mayores actores de cine de Irlanda.

## Antecedentes
Ray McAnally nació en Buncrana, una ciudad costera situada en la península de Inishowen del Condado de Donegal, Irlanda y se crio en la cercana ciudad de Moville desde los tres años. Hijo de un director de banco, se educó en el St Eunan's College de Letterkenny, donde escribió, produjo y puso en escena un musical llamado Madame Screwball a los 16 años. Ingresó en el Maynooth [a la edad de 18 años, pero abandonó el seminario al poco tiempo tras decidir que el sacerdocio no era su vocación. En 1947 se incorporó al Teatro de la Abadía, donde conoció a la actriz Ronnie Masterson y se casó con ella.

## Carrera actoral
McAnally y Masterson formaron posteriormente Old Quay Productions y presentaron una serie de obras clásicas en las décadas de 1960 y 1970. Debutó en el teatro del West End en 1962 con A Nice Bunch of Cheap Flowers y ofreció una actuación bien recibida como George en ¿Quién teme a Virginia Woolf?, junto a Constance Cummings, en el Piccadilly Theatre.
En televisión era una cara conocida, a menudo en brillantes series de suspense como Los Vengadores, El hombre de la maleta e Informe extraño. En 1968 interpretó el papel principal de Spindoe, una serie que narraba el regreso al poder de un gánster inglés, Alec Spindoe, tras una condena de cinco años en prisión. Se trataba de un spin-off de otra serie, The Fellows (1967) en varios de cuyos episodios McAnally había aparecido como el personaje de Spindoe. Podía interpretar acentos ingleses de forma muy convincente.
McAnally actuó con regularidad en el Abbey Theatre y en los festivales irlandeses, pero en la última década de su vida logró ser premiado en la televisión y el cine. Su interpretación del cardenal Altamirano en la película La misión (1986) le valió los premios Evening Standard y BAFTA. Obtuvo una nominación al premio BAFTA por su papel en la serie de la BBC Un espía perfecto y el drama de ScreenPlay Scout en 1988 para los premios BAFTA de 1987. Luego, en 1989, ganó el BAFTA de 1988 al mejor actor por su interpretación en Un golpe muy británico, un papel que también le valió un Premio Jacob, y sólo tres meses antes de su repentina muerte. En el último año de su vida interpretó al padre de Christy Brown (interpretado por Daniel Day-Lewis) en la película ganadora del Óscar Mi pie izquierdo (1989).

## Muerte
McAnally murió repentinamente de un ataque al corazón el 15 de junio de 1989, a los 63 años, en su casa que compartía con la actriz irlandesa Britta Smith. Permaneció casado con la actriz Ronnie Masterson hasta su muerte, aunque residían en domicilios diferentes. Recibió un premio BAFTA de cine póstumo al mejor actor de reparto por su última película en Mi pie izquierdo en 1990.
En el momento de su muerte iba a interpretar a 'Bull' McCabe en la película de Jim Sheridan The Field. El papel fue finalmente para Richard Harris, que recibió una nominación a los Oscar por su interpretación. McAnally también había sido elegido para el papel principal de First and Last, un drama sobre un hombre que fue andando desde Land's End hasta John o' Groats. El rodaje estaba casi a un tercio del camino cuando murió, pero hubo que volver a rodar toda la obra, y Joss Ackland asumió el papel en su lugar. [cita requerida]
McAnally tuvo cuatro hijos: Conor, Aonghus, Máire y Niamh. Conor es productor, con sede en Texas, y Aonghus es presentador/productor de televisión y radio en Irlanda.

## Filmografía
- Professor Tim (1957) – Hugh O'Cahan
- She Didn't Say No! (1958) – Jim Power
- Sea of Sand (1958) – Sgt. Hardy
- Shake Hands with the Devil (1959) – Paddy Nolan
- The Naked Edge (1961) – Donald Heath
- Murder in Eden (1961) – Inspector Sharkey
- La fragata infernal (1962) – William O'Daniel – Maintopman
- He Who Rides a Tiger (1965) – Superintendente del orfanato
- The Looking Glass War (1970) – Subsecretario de Estado
- Quest for Love (1971) – Jack Kahn
- Fear Is the Key (1972) – Ruthven
- Pollyanna (1973) – John Pendleton
- Crown Court (1976, TV drama: 'Scard') – Robert E. Scard
- The Outsider (1979) – MacWhirter
- The Sleep of Death (1980) – Inspector Carmingac
- Angel (1982) – Bloom
- Cal (1984) – Cyril Dunlop
- No Surrender (1985) – Billy McRacken
- La misión (1986) – Cardinal Altamirano
- Empire State (1987) – Frank
- El cuarto protocolo (1987) – General Yevgeny Sergeyevich Karpov
- El siciliano (1987) – Trezza
- White Mischief (1987) – Morris
- Scout (1987) – Palmer
- A Perfect Spy (1987, TV Series) – Rick Pym
- Last of the Summer Wine (1987, Christmas Special Big Day at Dream Acres) – el vagabundo
- Taffin (1988) – O'Rourke
- A Very British Coup (1988, British TV series) – The Cabinet – Harry Perkins
- Jack the Ripper (1988, TV Movie) – Sir William Gull
- High Spirits (1988) – Plunkett Senior
- Mi pie izquierdo (1989) – Mr. Brown
- Venus Peter (1989) – Abuelo
- We're No Angels (1989) – Warden (último papel cinematográfico)